# CD Gouveia
Der Clube Desportivo de Gouveia ist ein portugiesischer Fußballverein aus der Kleinstadt Gouveia.

## Geschichte
CD Gouveia entstand im September 1963 durch den Zusammenschluss dreier lokaler Vereine. Bereits vier Jahre später erreichte der Klub die zweitklassige Segunda Divisão, in der er sich mehrere Spielzeiten hielt. Nach dem Wiederaufstieg aus der Terceira Divisão 1973 war die Mannschaft kurzzeitig eine Fahrstuhlmannschaft zwischen zweitem und drittem Spielniveau, ehe sie sich in der Terceira Divisão etablierte. Später spielte sie teilweise nur noch im regionalen Distriktbereich, konnte aber in den 1980er Jahren wieder längere Zeit drittklassig antreten. Bei einer Ligareform mit Einführung der Segunda Divisão de Honra als neuer zweithöchster Spielklasse wurde die Mannschaft in die Viertklassigkeit zurückgestuft, wo sie bis zum erneuten Abstieg in den Distriktbereich 1994 verblieb. Während sie sich in den folgenden Jahren als Distriktpokalsieger mehrfach für die Taça de Portugal qualifizierte dauerte es bis 2000, ehe mit dem Wiederaufstieg in die viertklassige Terceira Divisão kurzzeitig die Rückkehr in den überregionalen Spielbetrieb erfolgte. Hier konnte sie sich jedoch nicht dauerhaft halten, erst 2014 gelang abermals die Rückkehr in den überregionalen Ligabereich in die nach einer erneuten Ligareform geschaffene drittklassige Campeonato Nacional de Seniore. Auch hier blieb die Mannschaft jedoch nicht dauerhaft. Später durch die Einführung der Liga 3 nach der Covid-Pandemie in Portugal zurückgestuft und in Campeonato de Portugal umbenannt, spielte die Mannschaft hier wieder ab 2021 und nach dem direkten Wiederab- und -aufstieg ab 2023.